# Gangavaram, Chittoor
Gangavaram là một mandal thuộc huyện Chittoor, bang Andhra Pradesh, Ấn Độ.